# Thereza Collor
Maria Thereza Pereira de Lyra Collor de Mello Halbreich, conhecida como Thereza Collor (Recife, 28 de setembro de 1962), é uma política, empresária, estilista, designer e historiadora brasileira, sendo citada como socialite, mais reconhecida por ter sido uma voz feminina firme contra a corrupção, em um tempo marcado pela volta da democracia no Brasil. Pedro Collor, então marido de Thereza, denunciou um esquema de corrupção política envolvendo Paulo César Farias, tesoureiro de Fernando Collor de Mello. Essa denúncia, feita em entrevista exclusiva ao jornalista Luís Costa Pinto e publicada na revista "Veja", em edição com data de capa de 27 de maio de 1992, desencadeou o processo de impeachment do então presidente. Pedro Collor morreu de câncer, um melanoma malígno da pele com metástase no cérebro, em 1994.

## Vida pública
Em 27 de maio de 1992, com o tailleur quadriculado, Thereza entrou para a galeria dos personagens da política brasileira no processo que culminou com o impeachment, do então presidente Fernando Collor de Mello. O referido tailleur ela guarda em um armário de sua casa em Maceió, como uma lembrança de algo que ficou no passado.
Mais tarde, convidada pelo governador Divaldo Suruagy para presidir a Fundação Cultural do Estado de Alagoas, aceitou o desafio para reerguer o Teatro Deodoro. Depois de cumprir um mandato como secretária de Turismo de Alagoas, entre 1995 e 1998, ela recusou o convite do governo do Estado para reassumir a cadeira. Devido aos serviços prestados ao Estado de Alagoas, recebeu o título de cidadã honorária pela Assembleia Legislativa, em 1997, e a Comenda Lar São Domingos em 1998.
Thereza Collor já foi designer de joias, e mais tarde proprietária da butique de roupas "The". Em 2002, iniciou o trabalho na área de moda, mais especificamente na alta-costura, mas por razões financeiras a loja terminou entrando em falência. Apaixonada por antiguidades, costuma fazer viagens a destinos exóticos da África e Ásia. É de lá que, hoje em dia, ela traz seus objetos de prata (atualmente tem mais de meia tonelada deles), aos quais já declarou ser a nova paixão.
Foi madrinha da Orquestra Filarmônica do Rio de Janeiro - Maestro Florentino Dias, em 2000.
Em 2010, lançou o livro Alagoas Um Olhar, de 400 páginas, com centenas de fotos sobre o estado, sendo a maioria de própria autoria. Viajou por todo o estado para conhecer o povo e seus costumes, saber de suas riquezas e mazelas, o que fez com que sua voz fosse muito representativa não só para Alagoas, mas para todo o Nordeste. A obra é dividida em categorias como belezas naturais, artesanato e arquitetura e apresenta a pesquisa de seis anos de sua formação em História.

## Polêmicas
Em 2002, a revista Veja foi condenada a pagar 500 salários mínimos (R$ 100 mil) para Thereza Collor, que alegou se sentir ofendida com nota publicada na Veja São Paulo que afirmava que a socialite “teria se insinuado” para Chico Buarque de Hollanda. Certa vez a imprensa também a acusou de perseguir o ex-jogador de futebol Raí no banheiro masculino, o que ela refutou veementemente: “Esse tipo de comportamento não faz parte da minha conduta. Nunca precisei correr atrás de homem nenhum." [carece de fontes?]
Há quem acredita que possa ter sido amante de Collor, a própria ex-mulher de Collor, Rosane, acredita que eles eram apaixonados

## Vida pessoal
Filha do político e usineiro João Lyra e Solange Pessoa de Queiroz Ramiro Costa, Thereza nasceu em Recife e logo cedo foi morar em Alagoas. Formou-se em História pela Universidade Federal de Alagoas (UFAL) e se casou com o empresário Pedro Collor de Mello. Dessa união teve dois filhos, Fernando e Victor, e atualmente é casada com Gustavo Halbreich, empresário paulista do ramo da construção civil. Thereza Collor é designer de joias, e foi proprietária da butique de roupas "The". Em 2002, iniciou o trabalho na área de moda, mais especificamente na alta-costura, onde exercitou seu olhar por diferentes culturas. Da mesma forma foi uma das primeiras responsáveis pela divulgação do trabalho das mulheres rendeiras de Renascença em Nova Iorque, levando-as para a Bergdorf Goodman. Apaixonada por antiguidades, costuma fazer viagens a destinos exóticos da África e Ásia. Aos 14 anos fez sua primeira viagem ao Oriente Médio chegando ao Irã, onde aprendeu a celebrar o novo como parte vibrante da multiplicidade cultural, o que sempre tentou trazer para seu trabalho. Como fruto dessa pesquisa e desse estudo, fez uma exposição Joias do Deserto que atraiu mais de 60 mil visitas na FIESP na Avenida Paulista, em São Paulo. Para ela, a família é signo do que agrega. No entanto, não foi isso que vivenciou. De família tradicional nordestina, teve um pai muito rígido e uma mãe muito tradicional. Filha do meio de sete irmãos, de personalidade forte, aos 13 anos foi em busca da avó materna, Helena Pessoa de Queiroz, quem não tinha convivência com a família. A avó foi uma mulher muito forte e à frente de seu tempo, mecenas, e uma grande inspiração para Thereza.

## Sustentabilidade e Ecologia
Thereza Collor é constantemente relacionada às causas da ecologia, aos direitos das mulheres e ao combate à corrupção. A primeira delas, por ter dito publicamente ao então presidente Luiz Inácio Lula da Silva que era contra a transposição do Rio São Francisco. O fato aconteceu quando este participava da cerimônia de inauguração do aeroporto de Maceió.

## Eleições gerais em 2018
Desde as eleições de 2014, Thereza esteve entre os possíveis nomes para a disputa por uma vaga no Senado Federal, pelo estado de Alagoas. Em 2017, se optasse pela candidatura à Câmara Alta, a Rede Sustentabilidade cederia a vaga na sua chapa para Thereza, nas eleições de 2018. No entanto, ela teria de se filiar ao partido e transferir seu domicílio eleitoral para Alagoas. Porém, em março de 2018, anuncia sua pré-candidatura à Câmara dos Deputados pelo estado de São Paulo, onde mora há 15 anos. Thereza disputou as eleições pelo PSDB, obtendo 9064 votos. Thereza ficou na suplência de deputada federal.